# Klementyna Hoffmanowa
Klementyna Hoffmanowa z domu Tańska (ur. 23 listopada 1798 w Warszawie, zm. 21 września 1845 w Passy) – polska pisarka, prozaiczka, dramatopisarka, tłumaczka, redaktorka, wydawczyni, pedagożka i działaczka społeczna.
Była pierwszą Polką utrzymującą się z własnej pracy twórczej i pedagogicznej, a także jedną z pierwszych polskich pisarek tworzących utwory dla dzieci i młodzieży.
Debiutowała w 1819 roku traktatem moralizatorskim Pamiątka po dobrej matce, czyli ostatnie jej rady dla córki. Wydawała popularne pismo Rozrywki dla Dzieci (1824–1828). Jej książki dla dzieci zdobyły szerokie grono odbiorców na przestrzeni kilku pokoleń. Opublikowała szereg powieści, m.in. Listy Elżbiety Rzeczyckiej do przyjaciółki swej Urszuli*** za panowania Augusta III pisane (1824) oraz Dziennik Franciszki Krasińskiej w ostatnich latach Augusta III pisany (1825). Ta ostatnia, przetłumaczona na szereg języków, była określana jako jedna z pierwszych polskich powieści psychologicznych.
Wyraźnie podnosiła postulat ekonomicznego usamodzielnienia się kobiet. Uważała, że pierwszym krokiem do osiągnięcia przez kobiety niezależności powinno być zdobycie wykształcenia i przygotowanie do pracy zarobkowej. Równocześnie podzielała tradycyjne poglądy na rolę kobiet, odwołując się do wartości patriotycznych i katolickich. W 1826 roku zgłoszono jej kandydaturę do członkostwa w Towarzystwie Przyjaciół Nauk, jednak nie została przyjęta ze względu na płeć. Aż do trzydziestego roku życia, długo jak na standardy swojej epoki, pozostawała niezamężna, posługując się nazwiskiem panieńskim. W 1829 roku poślubiła Karola Boromeusza Hoffmana.
Pisarstwo było jej głównym i ulubionym zajęciem, ale pracowała również jako inspektorka i wizytatorka pensji żeńskich oraz wykładowczyni nauki obyczajowej w warszawskim Instytucie Guwernantek (1826–1831). Wśród jej uczennic było grono młodych kobiet, z których część została potem pisarkami i nauczycielkami. Wspominana z szacunkiem i uznaniem m.in. przez Felicję Boberską, była krytykowana za swój konserwatyzm przez Narcyzę Żmichowską.
W czasie powstania listopadowego Klementyna Hoffmanowa była współtwórczynią i przewodniczącą Związku Dobroczynności Patriotycznej Warszawianek i uczestniczyła w opatrywaniu rannych. Po upadku powstania w 1831 roku wraz z mężem wyemigrowali z Polski. Zamieszkali w Paryżu, gdzie ich dom stał się miejscem spotkań polskiej inteligencji emigracyjnej. Hoffmanowa w Paryżu działała w Towarzystwie Dobroczynności Dam Polskich i Towarzystwie Literackim. Przyjaźniła się z Chopinem i Mickiewiczem. Była nazywana „Matką Wielkiej Emigracji”.
Zmarła na raka piersi w wieku czterdziestu sześciu lat. Została pochowana na cmentarzu Père-Lachaise.

## Życie i twórczość

### Pochodzenie i wczesne lata

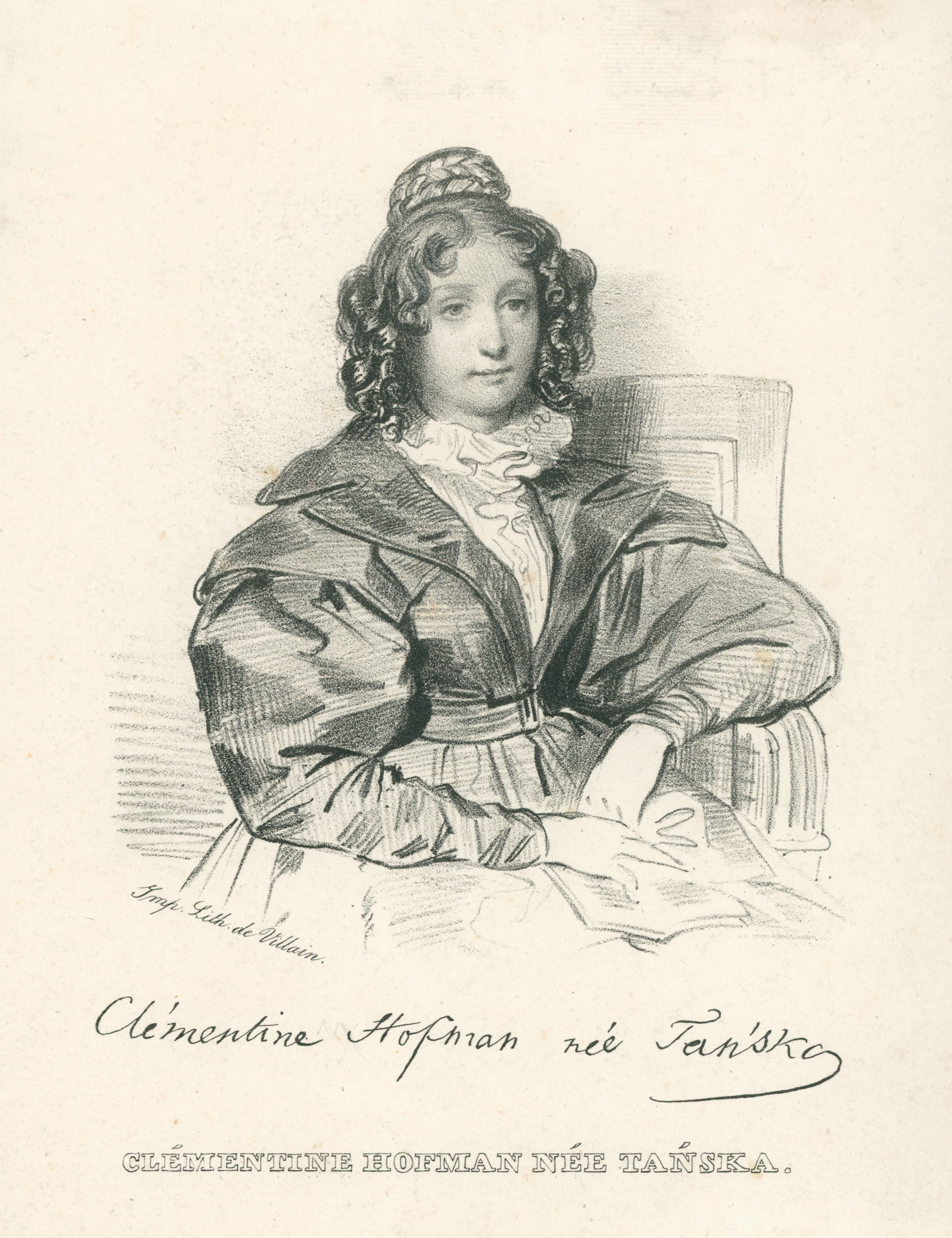
Litografia Achille’a Devéria.

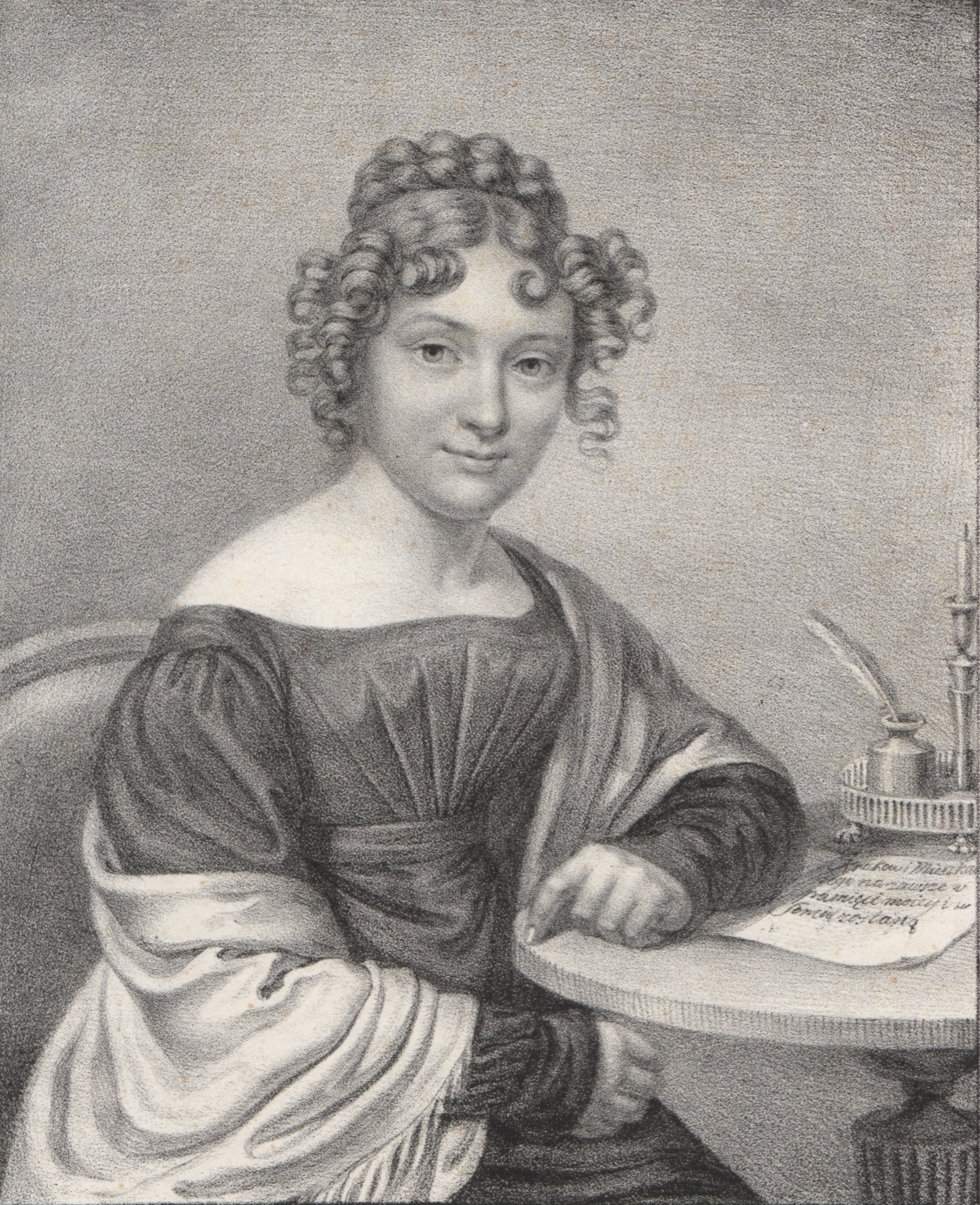
Młoda Klementyna Tańska na miedziorycie nieznanego artysty.

Urodziła się w Warszawie w rodzinie szlacheckiej. Była trzecią córką Ignacego Tańskiego (1761–1805) i Marianny z Czempińskich (1773–1825), od strony matki wnuczką Jana Baptysty Czempińskiego i prawnuczką Józefa Fontany. Miała siostry: Aleksandrę (1792–1850), zamężną z Marcelim Tarczewskim; Zofię (1793–1803), zmarłą w dzieciństwie; oraz Mariannę (1803–1830), zamężną Herman.
Wczesne dzieciństwo spędziła w dzierżawionych przez jej ojca Wyczułkach pod Sochaczewem. Od czwartego roku życia mieszkała w Izdebnie koło Błonia, u powinowatej ojca, starościny wyszogrodzkiej Anieli ze Świdzińskich Szymanowskiej, która wychowywała Klementynę w atmosferze „konserwatywno-tradycyjnej, równocześnie jednak w kulcie języka i romansowej literatury francuskiej”. Rodzice mieszkali wówczas w Puławach, gdzie Ignacy Tański był sekretarzem Adama Kazimierza Czartoryskiego. Córka spotykała ich jedynie w czasie wakacji. W wieku trzynastu lat, czyli około 1811 roku, Klementyna dołączyła do matki i sióstr po ich przeprowadzce do Warszawy. Zamieszkały w oficynie Pałacu Błękitnego. Miało to miejsce kilka lat po nagłej śmierci Ignacego. Marianna Tańska samotnie wychowywała córki prowadząc dom otwarty. Widząc „zmanieryzowane wychowanie” Klementyny, „wprowadzała ją w życie praktyczne i zwalczała sentymentalizm”.
Klementyna Tańska już w młodości lubiła przekazywać wiedzę innym. Pomagała w nauce m.in. młodszej siostrze Marii. Ceniła tradycję Komisji Edukacji Narodowej, odczuwała „potrzebę zmiany w wychowaniu kobiet w związku z przemianami społeczno-ekonomicznymi”. Do szesnastego roku życia pisała jedynie po francusku i nie czytała żadnych polskich książek.

### Debiut. Literatura moralistyczna
Pod wpływem krewnych oraz przyjaciół, w tym Łuszczewskich, Lelewelów, Jana Pawła Woronicza i Michała Wyszkowskiego, Klementyna Tańska rozpoczęła studia obejmujące języki, historię i literaturę polską. Do jej ulubionych autorów należeli Jan Kochanowski, Piotr Skarga, Ignacy Krasicki i wspomniany Jan Paweł Woronicz. Od 1818 roku pisała pamiętniki. Przekonała też swoją matkę, by ta założyła i prowadziła od 1820 roku własny Dziennik zdarzeń.
Tańska debiutowała w 1819 roku beletryzowanym traktatem pedagogicznym Pamiątka po dobrej matce, czyli ostatnie jej rady dla córki, wydanym pod pseudonimem Młoda Polka. Utwór pisany był z myślą o dorastających dziewczętach. Autorka postulowała w nim wychowanie kobiet w duchu praktycznym i patriotycznym, wyraźnie stawiając problem wykształcenia kobiet. W tekście łączyła „pewne postępowe idee, np. postulat rozszerzenia zakresu wiedzy” kobiet z „tradycyjnymi poglądami” na ich rolę. Ważnymi elementami programowymi Pamiątki po dobrej matce były „walka z cudzoziemszczyzną” i „obrona narodowości polskiej”, przez co utwór miał znaleźć „uznanie zarówno w starszym, jak i młodszym pokoleniu”, i doczekał się już w 1820 roku trzeciego wydania, a w trzy lata potem – wydania czwartego.
W latach 1822–1824 Tańska wydała drugą część Pamiątki po dobrej matce zatytułowaną Amelia matką. Praca, przeznaczona jako podręcznik dla matek, „zawierała wykład wiary katolickiej i klerykalizmu autorki”. Z początkowo planowanego obszernego dzieła udało się ukończyć i wydać tylko trzy tomy. Problemem okazał się „zbyt szeroki plan wydawniczy i brak dostatecznego przygotowania teoretycznego” Tańskiej. Pozycja nie zdobyła uznania krytyki i czytelników i nie powtórzyła sukcesu Pamiątki po dobrej matce.

### RedaktorkaRozrywek dla dzieci. Sukces prozatorski

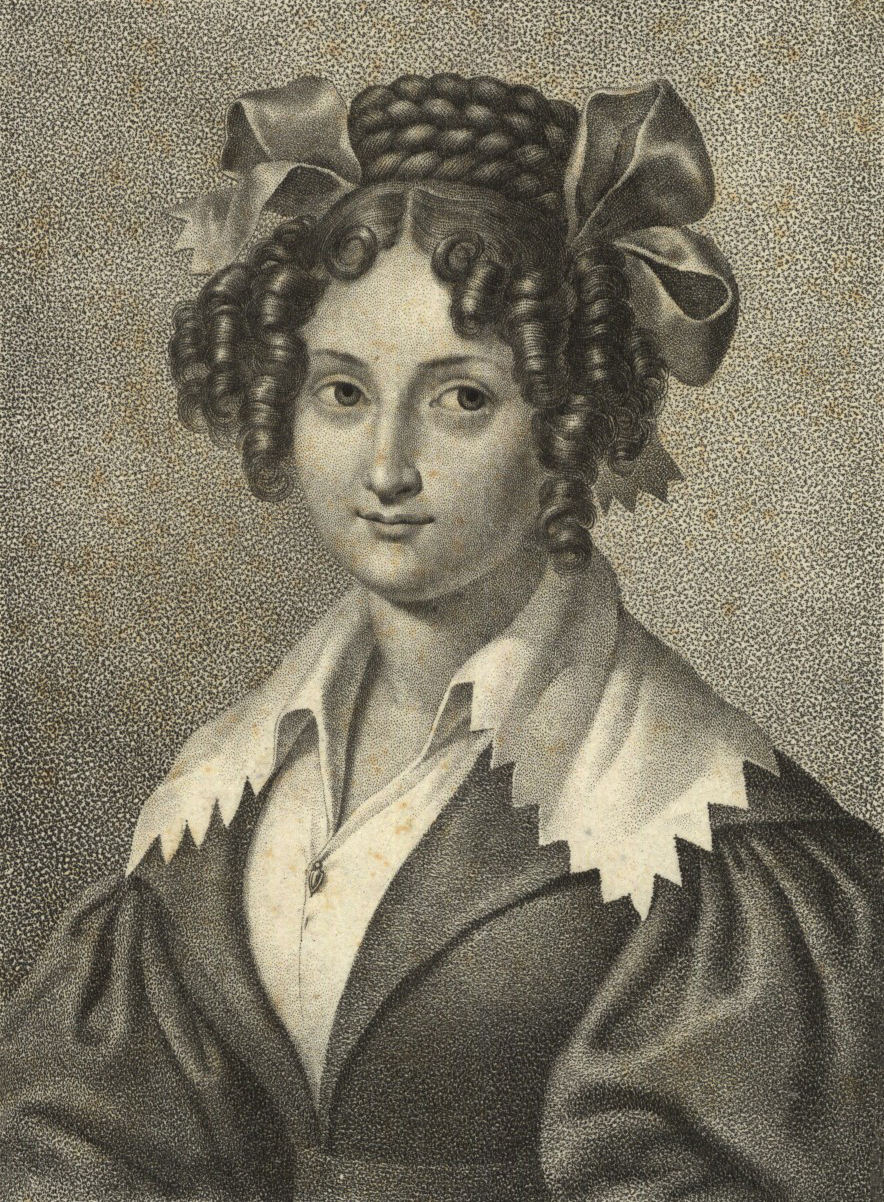
Młoda Tańska na litografii Józefa Sonntaga.

W latach 1823–1824 Tańska współpracowała z redakcją rękopiśmiennego czasopisma Rozrywki Wieczorne, którego teksty odczytywane były na spotkaniach literackich u Aleksandry i Marcelego Tarczewskich – siostry i szwagra Klementyny. W latach 1824–1828 Tańska stworzyła, wydawała i była główną redaktorką pierwszego polskiego czasopisma dla dzieci i młodzieży Rozrywki dla Dzieci. Na łamach pisma ukazywały się m.in. wiersze, bajki i opowiadania dla dzieci, których autorką w większości była sama Tańska. Utwory miały najczęściej wydźwięk patriotyczny i wychowawczy. Wśród stałych działów pisma znajdowały się: wspomnienia narodowe, powieści i anegdoty o dzieciach, utwory służące kształtowaniu „serca i stylu”, przypowieści oraz wiadomości przydatne matkom.
Świadomym celem Tańskiej było stworzenie polskiej literatury dziecięcej. Wzorowała się w tym na dziełach oświeceniowych autorów Arnaud Berquin i Joachima Heinricha Campe. Przykładała wagę do przekazu moralnego utworów i walorów wychowawczych. Jej dzieła miały kształtować w dzieciach zasady i umiejętności cenione w przyszłym dorosłym życiu. Mniej skupiała się na indywidualnej osobowości dziecka. Dbała, by jej utwory były skierowane nie tylko ogólnie do dzieci, ale do określonych grup wiekowych. W ten sposób książki stanowiły kilkustopniowy kurs nauki czytania dostosowany do poziomu rozwoju dziecka. Tak na przykład książeczka Wiązanie Helenki (1823) była przeznaczona dla trzyletniego dziecka, a powstała bez specjalnego przygotowania dla tytułowej Helenki Tarczewskiej, siostrzenicy autorki – podobnie jak Druga książeczka Helenki (1823). Książki te zdobyły szerokie grono odbiorców na przestrzeni kilku pokoleń.
Tańska najchętniej posługiwała się krótkimi formami prozatorskimi, lekko zbeletryzowanymi, o wyraźnej tezie moralnej (np. Listy Monisi do przyjaciółki Karoliny). Pisała też krótkie formy dramatyczne w postaci dialogów możliwych do inscenizacji (Podwieczorek na Bielanach, Odjazd nauczyciela, Wesele Marysi i Janka). Zarówno w formach prozatorskich, jak i dramatycznych dbała o dobór realiów zrozumiałych dla dziecka. Wprowadzała też folklor ludowy.
Na łamach Rozrywek dla Dzieci zamieściła dwie powieści historyczne: Listy Elżbiety Rzeczyckiej do przyjaciółki swej Urszuli*** za panowania Augusta III pisane (1824) i Dziennik Franciszki Krasińskiej w ostatnich latach Augusta III pisany (1825). Akcja obu utworów została osadzona u schyłku panowania Augusta III Sasa. Autorkę interesowały jednak nie tyle sprawy polityczne, co stworzenie porteru dziewcząt na tle ówczesnych szlacheckich norm obyczajowych i stosunków rodzinnych, w oparciu o studia źródłowe do epoki saskiej oraz tradycję. Bohaterki, jak Franciszka Krasińska, były postaciami historycznymi. W utworach wypowiadały się w pierwszej osobie w formie fikcyjnych listów i dzienników. Obie powieści, w tym szczególnie Dziennik Franciszki Krasińskiej, spotkały się z uznaniem i zostały przełożone na szereg języków. Część krytyki określiła je jako „pierwsze próby powieści psychologicznej w Polsce”.
Tańska stała się pierwszą Polką „żyjącą z pióra”, choć niejednokrotnie musiała zaciągać długi na druk. W 1823 roku otrzymała zasiłek Komisji Rządowej Wyznań Religijnych i Oświecenia w wysokości trzech tysięcy złotych.

### Inspektorka pensji, wykładowczyni
W 1825 roku została powołana na stanowisko eforki, czyli inspektorki dwóch warszawskich pensji i dwóch szkół żeńskich. W następnym roku zaczęła bez pobierania wynagrodzenia wykładać naukę obyczajową w powołanym do życia Instytucie Rządowym Wychowania Płci Żeńskiej, tzw. Instytucie Guwernantek. Również w 1826 roku Franciszek Skarbek Rudzki i Feliks Bentkowski zgłosili jej kandydaturę do Towarzystwa Przyjaciół Nauk w Warszawie. Kandydaturę odrzucono, stwierdzając, że ustawy nie przewidują możliwości członkostwa kobiet w tego typu organizacjach, a zatem na gruncie prawa przyjęcie kandydatki do Towarzystwa jest niemożliwe.
Od 1 stycznia 1828 była wizytatorką wszystkich zakładów naukowych żeńskich w Warszawie, z pensją cztery tysiące złotych miesięcznie. Dodatkowe dwa tysiące, które otrzymywała z Instytutu Guwernantek, dały jej całkowitą niezależność finansową. Równocześnie jednak etat nauczycielski pozostawiał mniej czasu na pisanie. Tańska planowała zainicjowanie pisma Rozrywki Niedzielne dla „klas pracujących”, jednak projekt nie doszedł do skutku. W 1828 roku w wyniku szykan cenzury zaprzestała wydawać Rozrywki dla Dzieci.
Prowadziła życie towarzyskie, goszcząc w swoim domu warszawskich intelektualistów, m.in. młodego Fryderyka Chopina i Kazimierza Brodzińskiego: „Łączył ją niezmiernie serdeczny stosunek z całą rodziną Chopinów, i to od najwcześniejszych lat Fryderyka. Spotykali się również dość często u Franciszka Skarbka i u sióstr Grabowskich. Po zamążpójściu pani Klementyna Tańska-Hoffmanowa otworzyła w latach 1829–1830 mały salon dla bliskich jej osób, tj. literatów i artystów warszawskich, gdzie młody Chopin i Brodziński byli zawsze najmilej widziani”. Chopin znał utwory Tańskiej, podobnie jak jego siostry, które zachęcone sukcesem zaprzyjaźnionej z ich rodziną autorki, „chwytały za pióro i wydały kilka utworów powieściowych”.
W 1829 roku Tańska poślubiła historyka Karola Boromeusza Hoffmana.
W 1830 roku współpracowała z Dziennikiem dla Dzieci, mającym profil głównie wychowawczy, a w mniejszym stopniu edukacyjny.

### Powstanie listopadowe i emigracja

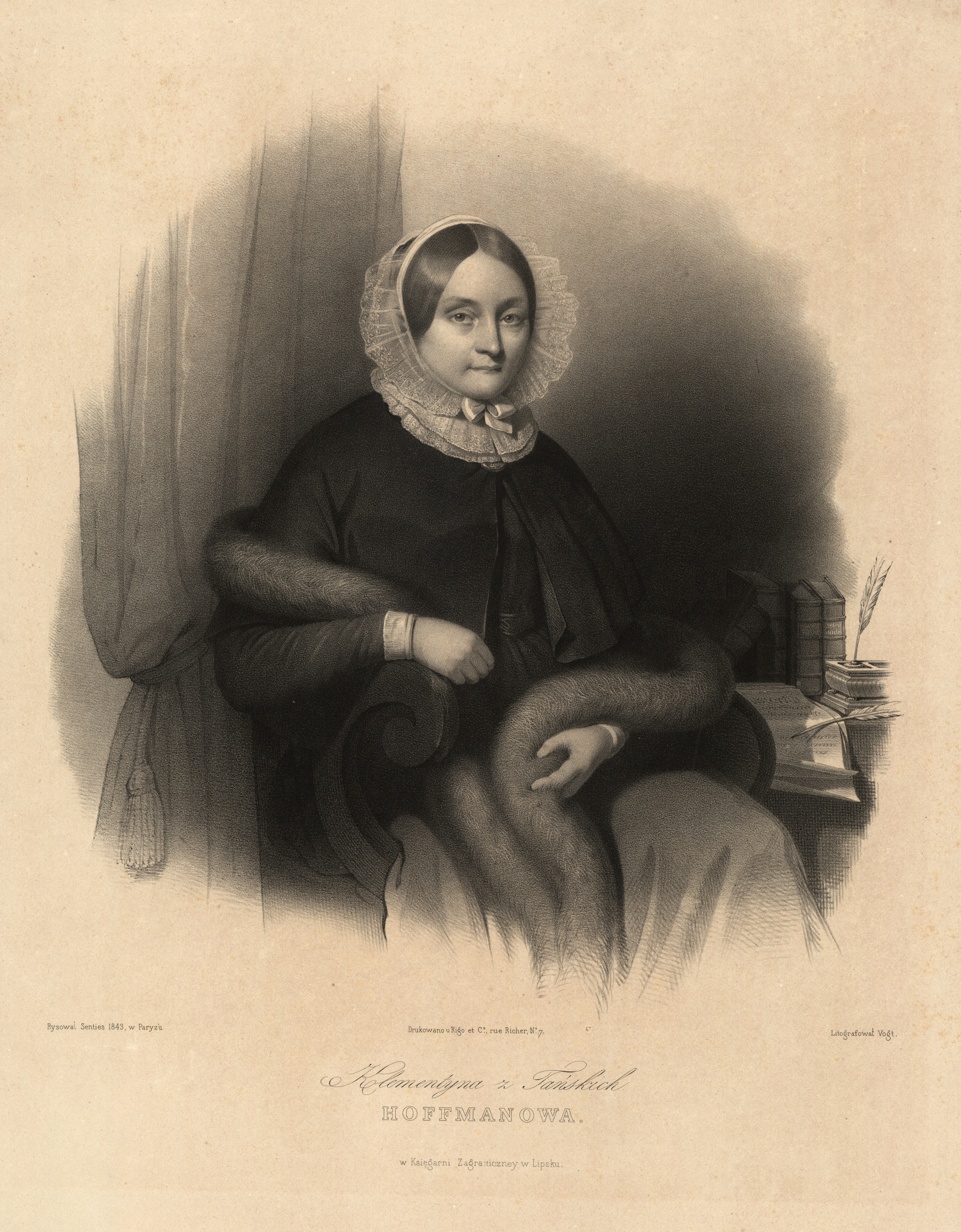
Dojrzała Hoffmanowa na litografii Charles’a Pierre’a Vogta.

29 grudnia 1830 roku, po wybuchu powstania listopadowego, założyła Związek Dobroczynności Patriotycznej Warszawianek. Celem organizacji była pomoc w wyekwipowaniu żołnierzy i służba w lazaretach przy opatrywaniu rannych. Hoffmanowa była autorką odezwy i ustaw Związku oraz kierowała nim jako naczelna opiekunka do 10 października 1831.
14 października 1831 roku, na tydzień przed upadkiem powstania, wyjechała z Warszawy, aby dołączyć do męża, który przebywał we Frankfurcie nad Menem jako agent Komitetu Polskiego. Spotkała się z nim we Wrocławiu i razem wyemigrowali z Polski. Zamieszkali w Dreźnie, gdzie ich dom stał się ośrodkiem inteligencji polskiej. Gościł tam m.in. Adam Mickiewicz.
Po wydaleniu z Drezna przenieśli się w sierpniu 1832 roku do Paryża. Hoffmanowa uczestniczyła tam w pracach Towarzystwa Dobroczynności Dam Polskich, którego była autorką ustaw oraz pierwszą sekretarką od dnia założenia 12 marca 1834 roku. Działała również w Towarzystwie Literackim. Utrzymywała korespondencję i bezpośredni kontakt m.in. z Chopinem.
Ciężko znosiła emigrację. Doskwierał jej ograniczony kontakt z młodzieżą i brak możliwości wydawniczych. Zainicjowała i wydawała w latach 1832–1834 Nowe Rozrywki dla Dzieci, w których umieszczała wypisy z prac pedagogów francuskich. Zwracała uwagę na kwestię edukacji wśród warstw ubogich, a także na rolę etyki, psychologii i wychowania fizycznego w procesie kształcenia. W tym czasie napisała powieść Jan Kochanowski w Czarnolesie (1835–1841), a pod wpływem myśli francuskiej także powieści obyczajowe Karolina (1838) i Krystyna (1839–1840). Przygotowała do druku swoje wykłady z Instytutu Guwernantek, które ukazały się w całości pośmiertnie jako O powinnościach kobiet (1849). Jej utwory dydaktyczne i religijne powstałe w latach 30. nie odniosły sukcesu.
Choć nie brała udziału w życiu politycznym, nazywana była „Matką Wielkiej Emigracji”. W 1837 roku odbyła podróż do Szwajcarii. W 1841 odwiedziła Wrocław, by spotkać się z pozostałą w Polsce rodziną.

### Choroba i śmierć
Dwukrotnie – w 1834 i 1841 roku – przeszła operację raka piersi. Mimo to jej stan zdrowia wciąż się pogarszał. W 1844 wyjechała do Włoch na kuracje.
Zmarła 21 września 1845 i została pochowana na cmentarzu Pere-Lachaise w Paryżu. Mowy na jej pogrzebie wygłosili ksiądz Hieronim Kajsiewicz i generał Henryk Dembiński.

## Odbiór i spuścizna
Fragmenty utworów Hoffmanowej włączano na przestrzeni XIX wieku, jak również w okresie międzywojennym do dziecięcych czytanek i wypisów szkolnych.
Do grona jej uczennic należały m.in. Seweryna Duchińska i Teodozja Gałęzowska, której córka Jadwiga Papi na bazie wspomnień matki poświęciła Tańskiej jeden z rozdziałów powieści Klementyna. Powieść dla dorastających panien osnuta na tle życia Klementyny z Tańskich Hoffmanowej (1905). Inna z jej uczennic, Felicja Boberska, wspominała: „Wyrosłyśmy z jej pismami w ręku, z jej słowami w sercach i ustach. Jeżeli wychowanie nasze nie było lekkomyślne, powierzchowne, cudzoziemskie, jeżeli uczono nas żyć dla powinności i prawdy, jeżeli pokochałyśmy wszystko dobre i szlachetne, zapragnęłyśmy światła i wiedzy, w znacznej części zawdzięczamy to Hoffmanowej. Pisma jej wpłynęły niewątpliwie na ulepszenie wychowania kobiet w ogóle, a na wiele z nas w szczególności działały wybornie”.
Historyczka literatury Zofia Ciechanowska pisała: „Hoffmanowa przyczyniła się do reformy wychowania kobiet w duchu ideałów tworzącej się inteligencji miejskiej, do której sama należała, inicjowała literaturę pedagogiczną, stworzyła literaturę dla dzieci w języku polskim. Przełomowe znaczenie ma fakt, że już pierwszym swym dziełem narzuciła opinii publicznej ideał pedagogiczny odpowiadający w dużej mierze przemianom ekonomiczno-społecznym. Stąd wpływ jej pism na wychowanie następnych pokoleń”. Autorka zauważyła również, że poglądy Hoffmanowej wraz z rozwojem ruchu emancypacyjnego spotykały się z coraz silniejszą krytyką, m.in. ze strony Aleksandra Świętochowskiego w 1873 roku. Jak pisała Ciechanowska, „cechą ujemną pedagogiki Hoffmanowej jest klerykalizm”.
Redaktorką Dzieł Hoffmanowej wydanych pośmiertnie w latach 1875–1877 była inna jej uczennica, Narcyza Żmichowska, krytyczna wobec konserwatyzmu dawnej nauczycielki. Ze względu na obawy o reakcję opinii publicznej, wiele z sugestii edycyjnych Żmichowskiej nie zostało uwzględnionych przez wydawcę. Tom ósmy Dzieł zawierał esej krytyczny Żmichowskiej: Słowo przedwstępne do dzieł dydaktycznych pani Hoffmanowej. Grażyna Borkowska stwierdziła, że nie wiadomo, czy tekst Żmichowskiej to „pamflet czy panegiryk”, a „Dzieła Hoffmanowej, wtedy poważane i uznane, poszły w świat ze skazą. Żmichowska naznaczyła je swoim sarkazmem, ostemplowała ironią i drwiną”.

## Upamiętnienie

### Pomniki
W 1848 dzięki zbiórce Emigracji odsłonięto przy grobowcu pisarki pomnik autorstwa Władysława Oleszczyńskiego. Na jej grobie wyryto cytat z jej pamiętników: „Wszystkie dzieci polskie są moimi dziećmi”. Serce pisarki zostało złożone w katedrze na Wawelu.

### Ulice
Imieniem Klementyny Hoffmanowej nazwano ulice w: Białogardzie, Krakowie, Kutnie, Nowym Sączu, Otwocku, Poznaniu, Przemyślu, Rzeszowie i Warszawie.

### Szkoły
- IX Liceum Ogólnokształcące w Warszawie[14] (w latach 1874–1961 żeńskie, następnie koedukacyjne);
- Szkoła Podstawowa nr 1 im. Klementyny Hoffmanowej w Tarnowie przy ul. Reymonta[15];
- Szkoła Podstawowa im. Klementyny z Tańskich Hoffmanowej w Izdebnie Kościelnym[16];
- Szkoła Podstawowa nr 3 im. Klementyny Hoffmanowej w Oświęcimiu[17].

## Prace (wybór)

### Ważniejsze publikacje

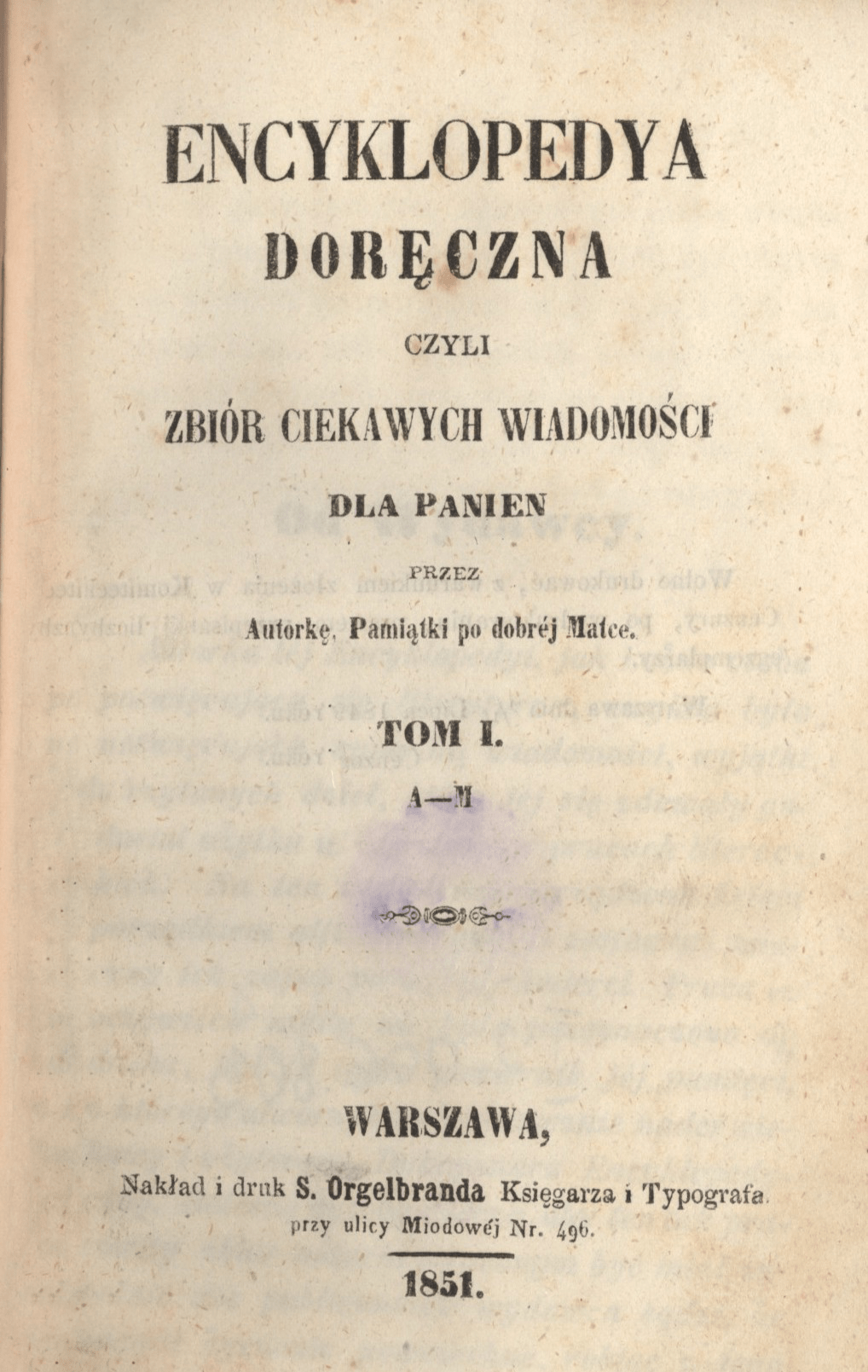
Tom pierwszy Encyklopedii doręcznej Klementyny Tańskiej-Hoffman (1851).

- 1818: Kolęda Młodej Polki rówiennicom swoim na rok 1819, Warszawa, zawartość: Kalendarz; Wstęp; 6 powieści historycznych: Wanda, Małgorzata z Zembocina, Wisława, Ludgarda, Jadwiga, Barbara Radziwiłłówna; Synonimy: Pamięć, Wspomnienie, Pamiątka
- 1819: Pamiątka po dobrej matce, czyli ostatnie jej rady dla córki. Przez Młodą Polkę[18], Warszawa, przekł.: czeski (Praga 1879), francuski (Marsylia 1850), rosyjski (Petersburg 1825 lub 1827)
- 1820: Powieści moralne dla dzieci[19]. Przez Autorkę „Pamiątki po dobrej matce”, Warszawa, zawartość: Kolęda; Balik dziecinny; Elżbietka; Wielkanoc; Imieniny Zosi; Bukiet róż; Ul; Żniwa; Wezbranie Wisły; Mały Tomek z Jabłonny; Komedia; Ludwisia i Helenka
- 1822-1824: Amelia matką. Dzieło za dalszy ciąg „Pamiątki po dobrej matce” służyć mogące, przez tęż samą Autorkę[20][21][22] (t. 1-3), Warszawa
- 1823: Wiązanie Helenki. Książeczka dla małych dzieci uczących się czytać, przez Autorkę „Pamiątki po dobrej matce”, Warszawa
- 1823-1824: Powiastki ogł. w: „Rozrywki Wieczorne”, zawartość: Rymarz warszawski, Szczygiełek, Pan młody, Nieszczęśliwy poeta, Lilia z Lidesdalu. Powieść szkocka (z W. Scotta); przekł. czeski (1833)
- 1824-1828: Powiastki, ogł. w: „Rozrywki dla Dzieci” t. 1 (1824) – t. 10 (1828), zawartość: Suknia perkalowa, Listy Monisi, Lekarstwo na próżność, Ślepa, Nauka ojca dana synowi, Chrzciny, Szkodliwy nałóg, Ofiara Romanka, Tonący, Wieczór u babuni, Cnotliwe ubóstwo, Trzy chwile z życia Erazma Vitelliusa, Magdusia i Julia, Kamień grobowy, Spotkanie, Trzy lipy, Kapelusz, Wychowanica, Niedola i pociecha, Garbaty, Szlachetność, Jan Zamoyski na kazaniu Melchiora Mościckiego, Wdowa, Tydzień bytu dwuzłotówki, Przygody Macieja Stryjkowskiego, Matka i syn, Wdzięczność niebu, Szlachetna otwartość, Paweł Koczara, Pielgrzym z Sandomierza, Kominek, Nieszczęścia nauka, Nocleg w Kromołowie, Koleje życia, Obiad czwartkowy, Opis wyjęty z nieznanych pamiętników, Dwaj rycerze. Powieść z początków XVI w.; (z J. Wilsona): Łoże śmiertelne Szymona, Pogrzeb starego Szymona, Syn koszykarza, Rodzina występna, Tęcza; (z francuskiej powiastki R. Borkowskiej): Safira, czyli zegarek cudowny
- 1824-1826: Listy matki o wychowaniu córek swoich, ogł. w: „Rozrywki dla Dzieci” t. 1 (1824) – t. 6 (1826)
- 1824: Listy brata do siostry o języku polskim (Listy 1-5), ogł. w: „Rozrywki dla Dzieci”
- 1824-1828: Biografie znakomitych Polaków i Polek, ogł. w: „Rozrywki dla Dzieci” t. 1 (1824) – t. 10 (1828), zawartość (w układzie chronologicznym): Jan Gdańszczanin; Józef Struś; Wiadomość o życiu i pismach ks. Piotra Skargi; Chwile niektóre z życia Jana Karola Chodkiewicza; Wiadomość o życiu Marii Leszczyńskiej królowej francuskiej; Wychowanie Wacława Rzewuskiego wielkiego hetmana; Mikołaj Dzieduszycki; Adam Naruszewicz; Ignacy Krasicki; Grzegorz Piramowicz; Onufry Kopczyński; Stanisław Małachowski; Krótki rys z życia Marianny ze Świdzińskich Lanckorońskiej; Franciszek Karpiński; Józef Szymanowski; Franciszek Dionizy Kniaźnin; Wiadomość o ks. Mikołaju Żubrze; Alojzy Feliński
- 1824-1828: Komedyjki, ogł. w: „Rozrywki dla Dzieci” t. 2 (1824) – t. 10 (1828), zawartość: Obchód urodzin. Zabawa na prędce; Szkółka. Komedyjka w 1 akcie; Wesele Marysi i Jana. Zabawa wiejska w 2 aktach; (według A. Berquin): Dobre serce Stasia. Komedyjka; (według Brehier de Lafaye: Théâtre de l’enfance): List i piosenka. Komedia w 1 akcie; Odwet. Komedia w 2 aktach; Zegarek. Komedia w 1 akcie; Młody nauczyciel, czyli korzyści edukacji. Komedia w 2 aktach; Wigilia Nowego Roku. Komedia w 1 akcie
- 1824: Listy Elżbiety Rzeczyckiej do przyjaciółki Urszuli*** za panowania Augusta III pisane, ogł. w: „Rozrywki dla Dzieci”, ostatnie wydanie w Bibliotece Narodowej” 1927
- 1825: Druga książeczka Helenki. Powieści dla dzieci zaczynających już czytać gładko, przez Autorkę „Pamiątki po dobrej matce”, Warszawa
- 1825-1828: Opis małej w kraju naszym przejażdżki Anielce Ł. przypisany; Wyjątki z dziennika drugiej w kraju naszym przejażdżki...; Wyjątki z dziennika trzeciej przejażdżki po kraju naszym...; Opis czwartej w kraju naszym przejażdżki...; Opis piątej w kraju naszym przejażdżki...; Opis szóstej w kraju naszym przejażdżki..., ogł. w: „Rozrywki dla Dzieci” t. 3 (1825) – t. 10 (1828)
- 1825: Dziennik Franciszki Krasińskiej w ostatnich latach Augusta III pisany[23], ogł. w: „Rozrywki dla Dzieci”, przekł.: angielski (Dublin 1839), francuski (Paryż 1836), niemiecki (Heidelsberg 1863), włoski (Florencja 1900), w Polsce wielokrotnie wznawiana, m.in. w Bibliotece Narodowej 1929, w Wydawnictwie Nasza Księgarnia 1976
- 1828: Książeczka do modlitwy dla dzieci, przez Autorkę „Pamiątki po dobrej matce”, Warszawa
- 1829: Assarmot. Gra historyczna w kostki ułożona dla dzieci przez Autorkę „Pamiątki po dobrej matce”, Warszawa
- 1831: Powieści z Pisma Świętego wybrane z ksiąg historycznych Starego Zakonu, przez Autorkę „Pamiątki po dobrej matce” (powst. około roku 1828), Warszawa
- 1833: Małe powieści z Pisma Świętego, Wrocław
- 1833: Wybór pism... Nowe oryginalne wydanie przejrzane i poprawione przez Autorkę (t. 1-10), Wrocław, przekł. francuski (Marsylia 1850)
- 1834: Nowy Job. Księga w 4 częściach, ułożona słowami Pisma Świętego, przez... w: A. Mickiewicz: Księgi pielgrzymstwa..., Paryż 1834, s. 123–157
- 1834: Wspomnienia z podróży w obce kraje w listach do Helenki T*****[24], ogł. w: „Nowe Rozrywki dla Dzieci” (Paryż) t. 1-2
- 1836: Książka do nabożeństwa dla Polek[25], Kraków
- 1838: Powiastki, powieści i komedyjki moralne. Przez Autorkę „Pamiątki do dobrej matce”, Wrocław „Nowa Biblioteczka Poświęcona Dzieciom i Młodym Panienkom” nr 2 (wyd. Z. Schletter), zawartość: Papuga (z niem.); Palma kwietniowa; Smutne skutki niemądrego figla; Nieuczynność; Przeczucie; Ludwik i Helena; Złotówka; Trzy przyjaciółki; Podwieczorek na Bielanach. Komedyjka w 1 akcie; Odjazd nauczyciela. Komedyjka w 1 akcie; Psota. Komedia w 1 akcie
- 1838: Małe powieści i rozmowy dla dzieci zaczynających czytać po polsku, Wrocław „Nowa Biblioteczka Poświęcona Dzieciom i Młodym Panienkom” nr 5, zawartość: Lalka; Nieuwaga ukarana; Mazgaj; Miłość własna; Dobra matka; Zazdrość; Leosia i Emilka; Niedbałość w robotach; Klucz od apteczki; Przyjemność w uczynności; Szkółka wiejska; Obiad u babuni
- 1839: Karolina. Powieść[26][27][28] t. 1-3, Lipsk (według powieści: J. Bailli)
- 1839: Przyjemność z pożytkim, czyli ośm powieści. Przez Autorkę „Pamiątki po dobrej matce”, Warszawa
- 1840: Olesia i Adaś. Książeczka dla małych dzieci zaczynających poznawać, co się koło nich dzieje, ułożona przez Przyjaciółkę dzieci, Kraków (według M. Edgeworth: Early Lessons)
- 1840: O moralności kobiet, ogł. w: „Dziennik Domowy” (zbiór oprac. na nowo wykładów mianych w Instytucie Guwernantek w latach 1826–1831)
- 1841: Krystyna. Powieść[29] t. 1-2, Lipsk
- 1842: Jan Kochanowski w Czarnolesie. Obraz z końca XVI wieku, przez Autorkę „Karoliny” i „Krystyny” (powst. od roku 1826 – plan powieści) t. 1-2, Lipsk
- 1843: Święte niewiasty. Obrazki pobożne kobietom żyjącym w świecie ofiarowane przez...[30][31] t. 1-2, Lipsk (według Żywotów P. Skargi i innych)
- 1844: Opis przejazdu przez Niemcy w listach Wacława do siostry swojej Jadwigi, Lipsk
- 1845 (prawdopodobnie): Plan d’un établissement d’éducation complémentaire pour les femmes, Paryż (brak roku wydania)
- 1846: Pismo Święte wybrane z ksiąg Starego i Nowego Zakonu, objaśnione uwagami pobożnych uczonych i ofiarowane matkom i dzieciom polskim. Przez Autorkę „Pamiątki po dobrej matce” (historie biblijne – całość Biblii) t. 1-2, Lwów; rękopis: Ossolineum 3087/I
- 1849: Pamiętniki[32][33][34] t. 1-3, pisane w latach 1818–1845, Berlin (druk w Lipsku), przekł. angielski (Londyn 1854)
- 1849: Encyklopedia doręczna, czyli zbiór ciekawych wiadomości dla panien[35][36]. Przez Autorkę Pamiątki po dobrej matce, Berlin (druk w Lipsku)
- 1851: Notatki. Przez K. z T. H. (wyd. K. B. Hoffman), Warszawa
- 1866: Historia powszechna dla płci żeńskiej. Dzieło pośmiertne... uzupełnione i doprowadzone do dzisiejszych czasów przez*** (K. B. Hoffmana), Warszawa.

Ponadto liczne publikacje Hoffmanowej ogłaszano na łamach czasopism, zbiorów i książek: „Dziennika dla dzieci” (1830), „Dziennik domowy” (1840, tu m.in.: Cztery spotkania w powozach, t. 1), Ł. Gołębiowski: Gry i zabawy różnych stanów w kraju całym Warszawa 1831 (tu: Gry niemowlęce, s. 7; Gry umysłowe s. 90–97), „La Mére de Famille. Journal Moral, Religieux, Littéraire” (t. 1), „Nowe Rozrywki dla Dzieci” (Paryż 1834, t. 1-2, tu m.in.: Drewniany krzyżyk; Pasowanie na rycerza; Dwa poranki z r. 1471), „Nowy kalendarz domowy za r. 1829” (A. Gałęzowskiego) – „...za r. 1830”, „Pamiętnik Warszawski” (tu pierwsza publikacja: Synonimy: Odzież, Ubiór, Strój, t. 10, 1818, s. 120 – przedr. „Poradnik Językowy” 1951 zeszyt 1), „Rozrywki dla Dzieci” (1824-1828, wyd. 2 lata 1827–1828, pismo niemal w całości zapełniane przez Hoffmanową), „Rozrywki dla Dzieci” (Poznań 1832 nr 1), „Souvenirs de la Pologne historique, statistique et littéraire” (Paryż 1833), „Wanda. Wiązanie na r. 1825” (tu: Zosia; Aleksy). Wiersz Modlitwa za więźniów stanu (z roku 1827) z rękopisu Biblioteki Jagiellońskiej sygn. 2971 ogłosiła I. Kaniowska-Lewańska (s. 174–175). Różne drobne utwory Hoffmanowej zachowały się w rękopisie Ossolineum sygn. 12175/I. Ponadto wiele przedruków ogłaszały wypisy szkolne i antologie dla dzieci i młodzieży, np. J. W. Gomulicki w: Iskry z popiołów, Warszawa 1960.

### Przekłady
1. (P. Marivaux): Nie zastanawiać się nad niczym. Powieść więcej prawdy zamykająca niż historii. Z francuskiego, „Pamiętnik Warszawski” t. 12 (1818), tytuł oryginału: Sans y penser
2. A. L. Barbault: Rozmyślania religijne dla dzieci, napisane po angielsku przez panią... Przełożone na język polski przez Autorkę „Pamiątki po dobrej matce”, Warszawa 1827, wyd. następne Lwów 1870 (proza poetycka)
3. (Ch. Schmidt): Gołąbek. Powieść naśladowana z niemieckiego i ofiarowana dzieciom polskim na kolędę[37], Warszawa 1831
4. (Ch. Montalembert): Życie świętej Elżbiety królewnej węgierskiej, księżnej Turyngii. Przez Autorkę „Pamiątki po dobrej matce”, Wrocław 1838 „Nowa Biblioteczka Poświęcona Dzieciom i Młodym Panienkom” nr 1; wyd. następne (tytułowe) Wrocław 1842; tytuł oryginału: Histoire d’Élisabeth de Hongrie, duchesse de Thuring; przekł. niemiecki (Gliwice 1842).

Ponadto drobniejsze przekłady Hoffmanowej ogłaszano w czasopismach, np.: O wychowaniu E. Ch. P. Guizot, „Rozrywki dla Dzieci” t. 7 (1827) nr 37-41.

### Prace edytorskie i redakcyjne
1. „Rozrywki dla Dzieci”. Wydawane przez Autorkę Pamiątki po dobrej matce (miesięcznik), t. 1 (Warszawa 1824) nr 1 z 1 stycznia – t. 10 (1828) nr 60 z 1 grudnia; także wyd. 2 Warszawa 1827-1828, T. Tomorowiczówna ogł.: Wypisy z 60 numerów „Rozrywek dla Dzieci” zebrane t. 1-2, Wilno 1832
2. Liczne wyjątki z dzieł: A. M. Fredro: Przysłowia mów potocznych; Ł. Górnicki: Dworzanin polski; M. Rej: Żywot człowieka poczciwego; S. Orzechowski (fragm. różnych dzieł); S. H. Lubomirski: Adwerbia moralne, Rozmowy Artaxessa i Ewandra, Księgi moralne, polityczne i pobożne; A. Frycz Modrzewski: O poprawie Rzeczypospolitej; I. Włodek: O naukach wyzwolonych; P. Skarga: Kazania przygodne; S. Klonowic: Flis; A. Maczuski: O przyjaźniach i przyjaciołach, „Rozrywki dla Dzieci” t. 2 (1824) – t. 10 (1828), także wyd. 2 lata 1827–1828 (z notatką informującą o życiu i dziełach)
3. „Nowy kalendarz domowy na rok 1829” (A. Gałęzowskiego) rocznik 2, Warszawa 1829; także: „...na rok 1830” rocznik 3, Warszawa 1830 (jako członek redakcji)
4. „Rozrywki dla Dzieci” (Poznań) 1832 nr 1
5. „Nowe Rozrywki dla Dzieci”, przez..., wydanie A. Jełowickiego (Paryż) 1834 t. 1-2 (styczeń-czerwiec); wyd. następne: Paryż (Kraków 1862)
6. Próbki dobrej literatury wieku XVI. Przez Autorkę „Pamiątki po dobrej matce” t. 1-2, Wrocław 1839 „Nowa Biblioteczka Poświęcona Dzieciom i Młodym Panienkom” nr 3-4, zawartość t. 1: Mikołaj Rej. Krótka wiadomość o pisarzu i dziele; Wyjątki (jak wyżej poz. 1-2) – t. 2: Jan Kochanowski. Krótka wiadomość o pisarzu i dziele; Wyjątki.

### Wydania zbiorowe
1. Wybór pism... Nowe oryginalne wydanie, przejrzane i poprawione przez Autorkę t. 1-10, Wrocław 1833
2. Pisma pośmiertne... t. 1-9, Berlin 1849 (druk. w Lipsku), nakł. B. Behr
3. Podarek dobrej matki, czyli powieści moralne. Przez Autorkę „Pamiątki po dobrej matce” t. 1-3, Wilno 1850, nakł. T. Glücksberg
4. Pisma... t. 1-11, Warszawa 1857-1859, nakł. S. H. Merzbach; wyd. 2 t. 11: Warszawa 1861
5. Dzieła... Wydanie nowe pod redakcją Narcyzy Żmichowskiej, z dodaniem życiorysu i objaśnień t. 1-12, Warszawa 1875-1877, nakł. Spółka Wydawnicza Księgarzy
6. Wybór dzieł... Wydanie jubileuszowe z portretem autorki. Wstępem i życiorysem opatrzył P. Chmielowski t. 1-6, Kraków 1898, nakł. Czytelnia Polska.

### Listy i materiały
1. Do F. Siarczyńskiego z roku 1822, rękopis: Ossolineum sygn. 6524/II
2. Do J. Lelewela z lat 1824–1829 (13 listów), „Kłosy” 1882 t. 2 – do siostry, Marii Hermanowej, z roku 1825, rękopis: Biblioteka Jagiellońska sygn. 7891 III, k. 76-77
3. Do F. Siarczyńskiego z roku 1825 oraz zapis do sztambucha Róży Radzymińskiej z 31 maja 1826, „Wędrowiec” 1899 nr 30 (tu także faksymile autografu dla Radzymińskiej)
4. Korespondencja z K. Brodzińskim z roku 1826 ws. „osnowy” powieści Jan Kochanowski oraz list Brodzińskiego do F. Bentkowskiego lub A. Goreckiego(?) z 26 stycznia 1826 w tej sprawie, rękopis: Biblioteka PAN Kraków sygn. 121, ogł.: S. Morawiecki, „Przegląd Literacki” 1897 nr 13/14-15/16; A. Łucki w: K. Brodziński Pisma estetyczno-krytyczne t. 2, Warszawa 1934 (1933) „Biblioteka Pisarzy Polskich 2-ej Poł. XVIII i 1-ej Ćwierci XIX W.”
5. Korespondencja z Izabelą Starzyńską (list Starzyńskiej i odpowiedź Hoffmanowej), „Dziennik Warszawski” 1826 t. 6, s. 53–56
6. Do Aleksandry z Lubomirskich Potockiej z roku 1828, rękopis: Archiwum Główne Akt Dawnych (Archiwum Wilanowskie sygn. 293), ogł. J. Rudnicka w: Biblioteka Wilanowska. Dwieście lat jej dziejów (1741-1932), Warszawa 1967
7. Do nieznanego adresata list sprzed roku 1829, rękopis: Ossolineum sygn. 9871/II poz. 85
8. Do F. K. Preka z 19 września 1829, rękopis: Ossolineum sygn. 897/II
9. Do Marii Reginy Korzeniowskiej z roku 1830, rękopis: Ossolineum sygn. 12720/II
10. Zbiór 31 listów z lat 1831–1845; m.in. do: H. Radwanowej z Tarczewskich, A. Tarczewskiej z Tańskich, M. Tarczewskiego; rękopis: Biblioteka Jagiellońska sygn. 6590 III 1
11. Do K. Lacha Szyrmy i jego żony Józefy, 54 listy z lat 1832–1844 od obojga Hoffmanów, rękopis: Biblioteka Kórnicka sygn. 2442
12. Do Karoliny Nakwaskiej fragm. z listów z 11 marca 1838 i 4 kwietnia 1839, ogł. J. Kallenbach: Adam Mickiewicz t. 2, Kraków 1897, s. 413–414
13. Do Klementyny Grabowskiej z roku 1839, rękopis: Ossolineum sygn. 4186/II
14. Do Wiktorowej Jundziłłowej z roku 1839, „Księga pam. ku uczczeniu setnej rocznicy urodzin A. Mickiewicza” t. 1, Warszawa (1898), s. 188
15. Do J. N. Bobrowicza z roku 1840, faksymile ogł. H. Biegeleisen w: Ilustrowane dzieje literatury polskiej t. 5, Wiedeń (1898)
16. Do nieznanego nam adresata z St. Germain (z roku 1840?), rękopis: Ossolineum sygn. 5976/III, s. 99
17. List z roku 1841 (o śmierci J. U. Niemcewicza), „Kurier Warszawski” 1902 nr 303
18. Korespondencja z B. Trentowskim z roku 1841, rękopis: Biblioteka PAN Kraków sygn. 121; streszczenie listu Trentowskiego z 5 lipca 1841 oraz odpowiedź Hoffmanowej ogł. S. Morawiecki jak wyżej poz. 4
19. Korespondencja z K. Lewocką, rękopis: Archiwum Główne Akt Dawnych (Teki Skimborowicza nr XXV 30-31); list do Lewockiej z roku 1843 (autobiograficzny) ogł. w: Dzieła... t. 6, Warszawa 1875 (zobacz Wydania zbiorowe poz. 5)
20. Do E. Ziemięckiej z roku 1842, pt. List do przyjaciółki ogł. w: Notatki, Warszawa 1851; kopia korespondencji z Ziemięcką z roku 1842 w rękopisie Biblioteki Jagiellońskiej sygn. 7891 III, k. 242-243
21. Korespondencja z J. Milikowskim z lat 1843–1844, rękopis: Ossolineum sygn. 3468/I; faksymile listu pisarki z 22 sierpnia 1843 ogł. I. Kaniowska-Lewańska (s. 110) – do nieznanego nam adresata z roku 1845, rękopis: Biblioteka Jagiellońska sygn. 7854 IV, k. 79-80
22. Do A. Cieciszowskiej, odpis B. Erzepkiego w Bibliotece Raczyńskich sygn. 1343
23. Do Ł. Gołębiowskiego, ogł. S. Gołębiowskiego w: Pamiętnik o życiu Łukasza Gołębiowskiego, Warszawa 1852
24. Do K. Koźmiana (brak daty), rękopis: Biblioteka PAN Kraków sygn. 2031, t. 2
25. Do Kazimierzostwa Małachowskich 55 listów, rękopis: Biblioteka PAN Kraków sygn. 121
26. Do Towarzystwa Literackiego, rękopis: Biblioteka Polska w Paryżu sygn. 468, teka 6
27. Do B. Trentowskiego, rękopis: Biblioteka Jagiellońska sygn. 9057
28. Do J. B. Zaleskiego, rękopis: Biblioteka Jagiellońska sygn. 9239
29. Od m.in.: K. Marcinkowskiego, J. Mezzofantiego, J. U. Niemcewicza, F. Siarczyńskiego, J. P. Woronicza, S. Witwickiego, H. Dembińskiego, K. Kniaziewicza, Komitetu Wychowania Narodowego Dzieci Polskich (zobacz poz. 4, 18) z lat 1826–1845; rękopis: Biblioteka PAN Kraków sygn. 121
30. Od E. Markianowiczowej, tłumaczki na jęz. rosyjski Pamiątki po dobrej matce, „Gazeta Polska” 19 VI 1827 nr 166
31. Od M. Wyszkowskiego z 14 listopada 1828, ogłoszono pt. Do autorki Rozrywek, „Rozrywki dla Dzieci” t. 10 (1828), nr 60; także wyd. 2 rok 1828; faksymile w: Poezje M. wyszkowskiego, Warszawa 1830
32. Fragm. korespondencji do obojga Hoffmanów z lat 1831–1845; m.in. listy od: H. Błotnickiego (1845), K. Lewockiej (1832), H. Skimborowicza (1839), E. Ziemięckiej; ponadto papiery dot. choroby i śmierci pisarki; rękopis: Biblioteka Jagiellońska sygn. 6590 II 2
33. Kopia intercyzy małżeńskiej Hoffmanów, rękopis: Biblioteka Jagiellońska sygn. 7509 IV
34. Notaty pisarki odnoszące się do Związku Dobroczynności Warszawianek; wiersz A. Goreckiego na poświęcenie pomnika Hoffmanowej, rękopis: Biblioteka PAN Kraków sygn. 121
35. Modlitewnik (teksty własne i odpisy), rękopis: Biblioteka Jagiellońska sygn. 7100 I
36. Listy kondolencyjne do K. Hoffmana i w sprawie spuścizny pisarskiej po Hoffmanowej, rękopis: Biblioteka PAN Kraków sygn. 124.

Bardziej szczegółową bibliografię twórczości podaje I. Kaniowska-Lewańska (s. 207–212).

### Monografie
- Joanna E. Dąbrowska: Klementyna. Białystok: Trans Humana Wydawnictwo Uniwersyteckie, 2008. ISBN 978-83-61209-14-0. OCLC 297791288. Brak numerów stron w książce

### Opracowania
- Seweryna Duchińska. Życiorys Hoffmanowej. „Rozrywki dla Młodocianego Wieku”. 1–2, 1856. Opole.brak numeru strony
- Zofia Ciechanowska: Hoffmanowa z Tańskich Klementyna (1798–1845). W: Polski Słownik Biograficzny. T. IX. Wrocław: Polska Akademia Umiejętności, 1961, s. 573–576.
- Izabela Kaniowska-Lewańska. Twórczość dla dzieci i młodzieży K. z Tańskich Hoffmanowej. „Zeszyty Naukowe Wyższej Szkoły Pedagogicznej w Opolu”. Seria B: „Studia i Rozprawy”. 6, 1964. Opole.brak numeru strony

### Teksty krytyczne
- Słowo przedwstępne do dzieł dydaktycznych pani Hoffmanowej. W: Narcyza Żmichowska: Pisma. T. V. Warszawa: 1886. Brak numerów stron w książce